# Karl Christian Friedrich Krause
Karl Christian Friedrich Krause (6. květen 1781, Eisenberg – 27. září 1832, Mnichov) byl německý filozof a spisovatel. Představitel panteismu, byť on sám svůj systém nazýval "panenteismus".

## Život
Byl synem učitele a protestantského pastora. Od roku 1797 studoval na univerzitě v Jeně filosofii a matematiku a poslouchal přednášky kantovského filozofa Reinholda, ale také J. G. Fichta, F. Schellinga a G. W. Hegela. V letech 1802–1804 v Jeně působil jako soukromý docent, roku 1805, cestou do Drážďan, byl přijat do zednářské lóže, ale už roku 1810 z ní byl vyloučen, protože nechtěl dodržovat povinnou mlčenlivost. V Drážďanech dával soukromé hodiny a učil na inženýrské akademii kartografii, matematiku a němčinu. Roku 1813 odjel do Berlína, protože doufal, že tam dostane profesuru, ale přes Fichtovy intervence marně. Po roce 1817 cestoval po Německu, Francii a Itálii. Roku 1824 se habilitoval na univerzitě v Göttingenu a přednášel jako soukromý docent a od roku 1831 přednášel v Mnichově. Větší část jeho děl vydali až jeho žáci.
Byl krátce svobodným zednářem a zednářství hájil v několika spisech. Viděl v něm sdružení jdoucí k cíli ideálního spojení s vyšší duchovní říší, jejíž součástí lidstvo je. Po čase se však se zednářským bratrstvem rozešel.

## Filosofie
Ottův slovník naučný jeho filosofický systém popisuje takto: "Filosofie Krauseova jest hlavním svým rázem Schellingova filosofie identity i v methodě i cíli; terminologie nad potřebu až příliš uměle strojená. Filosofie uskutečňuje podle něho poznání absolutna vzestupem od ducha individuálního k absolutnu a od tohoto sestupem k individuu. Absolutno to jest sebevědomý, jediný Bůh. V něm z jeho moci i lásky vše jest živo, z něho vyšedši a v něj se vracejíc. Bůh Krauseův jest Bůh křesťanský. Této metafysice přiměřeny jsou jeho názory o éthice i aesthetice, majíce vesměs ráz bohoslovný."
Krause se po celý život snažil vybudovat nový filosofický základ, který by proměnil téměř všechny vědy. Kritizoval Kanta i Hegela a svůj systém založil na představě evoluce lidstva, vedené Bohem a k Bohu. Člověk může poznat základní bytnost boží a z ní odvodit jasný a pevný postoj ve světě. V Německu ani v Evropě velký úspěch neměl,jednak patrně pro jistý mysticismus, jednak pro malou srozumitelnost svých spisů. Měl ale řadu přívrženců a obdivovatelů, často mimo akademické a filosofické kruhy. Tak v Praze to byl slavný právník Ahrens nebo profesor von Leonhardi, ale největší ohlas získal "krausismus" ve Španělsku a v Jižní Americe, kdy byl pokládán za největšího německého filosofa.

## Dílo
Z velmi rozsáhlého a pestrého Krauseova díla:
- Praobraz lidstva (1811)
- Základy přirozeného práva (1803)
- Základy filosofického systému matematiky I. (1803)
- Tabulky faktorů a prvočísel od 1 do 100000. (1804)
- Náčrt systému filosofie I.
- Systém a vědecké založení morálky. (1810)
- O důstojnosti německého jazyka, zejména jako vědeckého (1816)
- Z dějin a teorie hudby. (1827)
- Náčrt systému právní filosofie a přirozeného práva (1828)
- Přednášky o základních pravdách vědy (1829)
- Duch učení Swedenborgova. (anonymně, 1832)